# Grand Prix Formule 1 van China 2017
De Grand Prix Formule 1 van China 2017 werd gehouden op 9 april op het Shanghai International Circuit. Het was de tweede race van het seizoen 2017.

## Achtergrond
Het team van Sauber maakte op de maandag voor de Grand Prix bekend dat Pascal Wehrlein nog altijd niet fit genoeg is om te racen en voor het tweede weekend op rij zal worden vervangen door Antonio Giovinazzi.

## Vrije trainingen

### Uitslagen
- Er wordt enkel de top-5 weergegeven.

| Vrije training 1 | Pos                          | No                           | Coureur                      | Constructeur                 | Tijd                         |
| ---------------- | ---------------------------- | ---------------------------- | ---------------------------- | ---------------------------- | ---------------------------- |
| Vrije training 1 | 1                            | 33                           | Max Verstappen               | Red Bull-TAG Heuer           | 1:50.491                     |
| Vrije training 1 | 2                            | 19                           | Felipe Massa                 | Williams-Mercedes            | 1:52.086                     |
| Vrije training 1 | 3                            | 18                           | Lance Stroll                 | Williams-Mercedes            | 1:52.507                     |
| Vrije training 1 | 4                            | 55                           | Carlos Sainz jr.             | Toro Rosso-Renault           | 1:52.840                     |
| Vrije training 1 | 5                            | 8                            | Romain Grosjean              | Haas-Ferrari                 | 1:53.039                     |
| Vrije training 2 | Afgelast vanwege dichte mist | Afgelast vanwege dichte mist | Afgelast vanwege dichte mist | Afgelast vanwege dichte mist | Afgelast vanwege dichte mist |
| Vrije training 3 | Pos                          | No                           | Coureur                      | Constructeur                 | Tijd                         |
| Vrije training 3 | 1                            | 5                            | Sebastian Vettel             | Ferrari                      | 1:33.336                     |
| Vrije training 3 | 2                            | 7                            | Kimi Räikkönen               | Ferrari                      | 1:33.389                     |
| Vrije training 3 | 3                            | 77                           | Valtteri Bottas              | Mercedes                     | 1:33.707                     |
| Vrije training 3 | 4                            | 44                           | Lewis Hamilton               | Mercedes                     | 1:33.879                     |
| Vrije training 3 | 5                            | 19                           | Felipe Massa                 | Williams-Mercedes            | 1:34.773                     |

## Kwalificatie

### Kwalificatieverslag
Lewis Hamilton behaalde voor Mercedes zijn tweede pole position van het seizoen. Ferrari-coureur Sebastian Vettel kwalificeerde zich als tweede, voor de Mercedes van Valtteri Bottas en de Ferrari van Kimi Räikkönen. Red Bull-coureur Daniel Ricciardo werd vijfde, voor de Williams van Felipe Massa. Nico Hülkenberg kwalificeerde zich voor Renault op een knappe zevende plaats met de Force India van Sergio Pérez op plaats acht. De top 10 werd afgesloten door de Toro Rosso van Daniil Kvjat en de Williams van Lance Stroll.
Het tweede deel van de kwalificatie werd uitgesteld vanwege een crash van Sauber-coureur Antonio Giovinazzi aan het eind van het eerste deel van de kwalificatie. Haas-coureur Romain Grosjean en Renault-coureur Jolyon Palmer namen niet voldoende gas terug tijdens de gelevlagsituatie die hierbij ontstond en kregen hiervoor allebei vijf startplaatsen straf. Giovinazzi kreeg later zelf een straf van vijf startplaatsen omdat hij zijn versnellingsbak moest wisselen ten gevolge van zijn crash.

### Kwalificatie-uitslag
| Pos                 | No | Coureur            | Constructeur         | Q1       | Q2        | Q3       | Grid |
| ------------------- | -- | ------------------ | -------------------- | -------- | --------- | -------- | ---- |
| 1                   | 44 | Lewis Hamilton     | Mercedes             | 1:33.333 | 1:32.406  | 1:31.678 | 1    |
| 2                   | 5  | Sebastian Vettel   | Ferrari              | 1:33.078 | 1:32.391  | 1:31.864 | 2    |
| 3                   | 77 | Valtteri Bottas    | Mercedes             | 1:33.684 | 1:32.552  | 1:31.865 | 3    |
| 4                   | 7  | Kimi Räikkönen     | Ferrari              | 1:33.341 | 1:32.181  | 1:32.140 | 4    |
| 5                   | 3  | Daniel Ricciardo   | Red Bull-TAG Heuer   | 1:34.041 | 1:33.546  | 1:33.033 | 5    |
| 6                   | 19 | Felipe Massa       | Williams-Mercedes    | 1:34.205 | 1:33.759  | 1:33.507 | 6    |
| 7                   | 27 | Nico Hülkenberg    | Renault              | 1:34.453 | 1:33.636  | 1:33.580 | 7    |
| 8                   | 11 | Sergio Pérez       | Force India-Mercedes | 1:34.657 | 1:33.920  | 1:33.706 | 8    |
| 9                   | 26 | Daniil Kvjat       | Toro Rosso           | 1:34.440 | 1:34.034  | 1:33.719 | 9    |
| 10                  | 18 | Lance Stroll       | Williams-Mercedes    | 1:33.986 | 1:34.090  | 1:34.220 | 10   |
| 11                  | 55 | Carlos Sainz jr.   | Toro Rosso           | 1:34.567 | 1:34.150  |          | 11   |
| 12                  | 20 | Kevin Magnussen    | Haas-Ferrari         | 1:34.942 | 1:34.164  |          | 12   |
| 13                  | 14 | Fernando Alonso    | McLaren-Honda        | 1:34.499 | 1:34.372  |          | 13   |
| 14                  | 9  | Marcus Ericsson    | Sauber-Ferrari       | 1:34.892 | 1:35.046  |          | 14   |
| 15                  | 36 | Antonio Giovinazzi | Sauber-Ferrari       | 1:34.963 | geen tijd |          | 18   |
| 16                  | 2  | Stoffel Vandoorne  | McLaren-Honda        | 1:35.023 |           |          | 15   |
| 17                  | 8  | Romain Grosjean    | Haas-Ferrari         | 1:35.223 |           |          | 19   |
| 18                  | 30 | Jolyon Palmer      | Renault              | 1:35.279 |           |          | 20   |
| 19                  | 33 | Max Verstappen     | Red Bull-TAG Heuer   | 1:35.433 |           |          | 16   |
| 20                  | 31 | Esteban Ocon       | Force India-Mercedes | 1:35.496 |           |          | 17   |
| 107% tijd: 1:39.539 |    |                    |                      |          |           |          |      |

## Wedstrijd

### Raceverslag
De race werd gewonnen door Lewis Hamilton, die zijn eerste zege van het seizoen behaalde. Sebastian Vettel, de winnaar van de eerste race, eindigde op de tweede plaats. Het podium werd voltooid door Red Bull-coureur Max Verstappen, die door een probleem in de kwalificatie als zestiende moest beginnen voor de race. Zijn teamgenoot Daniel Ricciardo viel in de laatste ronden Verstappen aan, maar kwam net tekort en eindigde op de vierde plaats. Kimi Räikkönen werd vijfde, voor Valtteri Bottas, die tijdens een safetycarfase een vreemde spin meemaakte die hem terug liet vallen tot de twaalfde plaats. Carlos Sainz jr., de enige coureur die de race op droogweerbanden startte, eindigde op de zevende plaats. Kevin Magnussen scoorde met een achtste plaats de eerste punten van het seizoen voor zijn team Haas. De top 10 werd afgesloten door het Force India-duo Sergio Pérez en Esteban Ocon.

### Race-uitslag
| Pos. | No. | Coureur            | Constructeur         | Rondes | Tijd/Oorzaak uitval | Grid | Punten |
| ---- | --- | ------------------ | -------------------- | ------ | ------------------- | ---- | ------ |
| 1    | 44  | Lewis Hamilton     | Mercedes             | 56     | 1:37:36.158         | 1    | 25     |
| 2    | 5   | Sebastian Vettel   | Ferrari              | 56     | +6.250              | 2    | 18     |
| 3    | 33  | Max Verstappen     | Red Bull-TAG Heuer   | 56     | +45.192             | 16   | 15     |
| 4    | 3   | Daniel Ricciardo   | Red Bull-TAG Heuer   | 56     | +46.035             | 5    | 12     |
| 5    | 7   | Kimi Räikkönen     | Ferrari              | 56     | +48.076             | 4    | 10     |
| 6    | 77  | Valtteri Bottas    | Mercedes             | 56     | +48.808             | 3    | 8      |
| 7    | 55  | Carlos Sainz jr.   | Toro Rosso           | 56     | +1:12.893           | 11   | 6      |
| 8    | 20  | Kevin Magnussen    | Haas-Ferrari         | 55     | +1 ronde            | 12   | 4      |
| 9    | 11  | Sergio Pérez       | Force India-Mercedes | 55     | +1 ronde            | 8    | 2      |
| 10   | 31  | Esteban Ocon       | Force India-Mercedes | 55     | +1 ronde            | 17   | 1      |
| 11   | 8   | Romain Grosjean    | Haas-Ferrari         | 55     | +1 ronde            | 19   |        |
| 12   | 27  | Nico Hülkenberg    | Renault              | 55     | +1 ronde            | 7    |        |
| 13   | 30  | Jolyon Palmer      | Renault              | 55     | +1 ronde            | 20   |        |
| 14   | 19  | Felipe Massa       | Williams-Mercedes    | 55     | +1 ronde            | 6    |        |
| 15   | 9   | Marcus Ericsson    | Sauber-Ferrari       | 55     | +1 ronde            | 14   |        |
| DNF  | 14  | Fernando Alonso    | McLaren-Honda        | 33     | Ophanging           | 13   |        |
| DNF  | 26  | Daniil Kvjat       | Toro Rosso           | 18     | Hydraulisch         | 9    |        |
| DNF  | 2   | Stoffel Vandoorne  | McLaren-Honda        | 17     | Brandstofdruk       | 15   |        |
| DNF  | 36  | Antonio Giovinazzi | Sauber-Ferrari       | 3      | Ongeluk             | 18   |        |
| DNF  | 18  | Lance Stroll       | Williams-Mercedes    | 0      | Schade ongeluk      | 10   |        |

## Tussenstanden wereldkampioenschap
Betreft tussenstanden voor het wereldkampioenschap na afloop van de race.

### Coureurs
| Positie | No. | Rijder           | Team                 | Punten |
| ------- | --- | ---------------- | -------------------- | ------ |
| 01      | 5   | Sebastian Vettel | Ferrari              | 43     |
| 02      | 44  | Lewis Hamilton   | Mercedes             | 43     |
| 03      | 33  | Max Verstappen   | Red Bull-TAG Heuer   | 25     |
| 04      | 77  | Valtteri Bottas  | Mercedes             | 23     |
| 05      | 7   | Kimi Räikkönen   | Ferrari              | 22     |
| 06      | 3   | Daniel Ricciardo | Red Bull-TAG Heuer   | 12     |
| 07      | 55  | Carlos Sainz jr. | Toro Rosso           | 10     |
| 08      | 19  | Felipe Massa     | Williams-Mercedes    | 8      |
| 09      | 11  | Sergio Pérez     | Force India-Mercedes | 8      |
| 10      | 20  | Kevin Magnussen  | Haas-Ferrari         | 4      |

### Constructeurs
| Positie | Team                 | Punten |
| ------- | -------------------- | ------ |
| 01      | Mercedes             | 66     |
| 02      | Ferrari              | 65     |
| 03      | Red Bull-TAG Heuer   | 37     |
| 04      | Toro Rosso           | 12     |
| 05      | Force India-Mercedes | 10     |
| 06      | Williams-Mercedes    | 8      |
| 07      | Haas-Ferrari         | 4      |
| 08      | Renault              | 0      |
| 09      | Sauber-Ferrari       | 0      |
| 10      | McLaren-Honda        | 0      |